# BWI GmbH
 (décembre 2021).

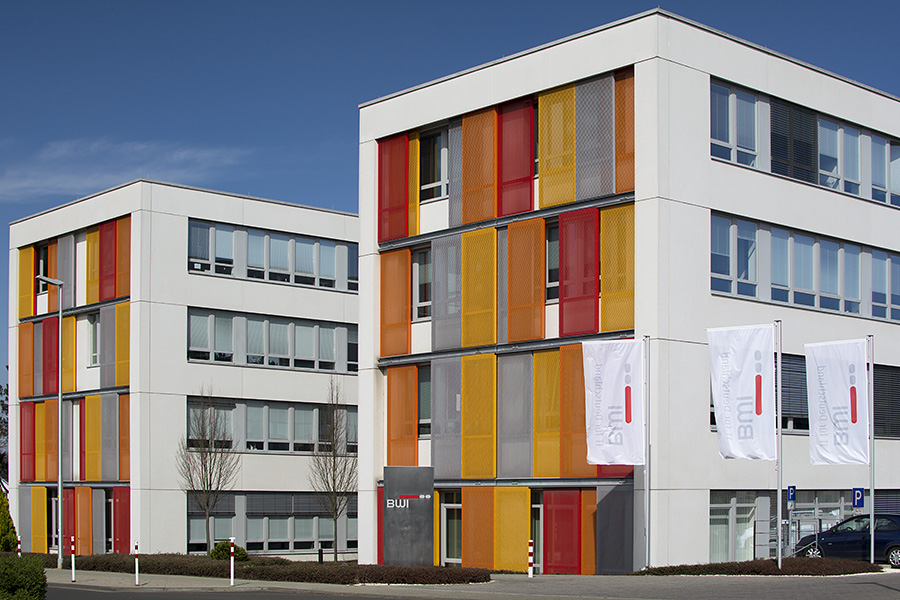
Siège social à Meckenheim-Merl

BWI GmbH est une entreprise fédérale à 100 pour cent. En tant qu'entreprise de système informatique pour la Bundeswehr et fournisseur de services informatiques pour le gouvernement fédéral, elle développe et exploite les technologies de l'information et de la communication de ses clients, en particulier de la Bundeswehr. L'entreprise, qui compte actuellement plus de 5 000 employés sur plus de 40 sites dans tout le pays, est dirigée par les Martin Kaloudis (président), Katrin Hahn et Frank Leidenberger.
Le siège de la société se trouve dans le district de Merl de la ville de Meckenheim en Rhénanie du Nord-Westphalie près de Bonn. Le bâtiment a été érigé sur l'ancien site de l'école fédérale DRK.

## Récit
La BWI GmbH est née le 1er août 2017, de la fusion de BWI Informationstechnik GmbH et BWI Systeme GmbH . Les deux prédécesseurs ont été fondées en 2006 par la Bundeswehr, IBM et Siemens. Avec BWI Services GmbH, ils ont formé le réseau de services BWI pour la mise en œuvre du projet HERKULES, le plus grand partenariat public-privé en Europe. Avec la signature du contrat en décembre 2006, le groupe de services a reçu la commande de moderniser et de gérer l'informatique de la Bundeswehr.

## Tâches et réalisations

### Tâches du réseau de services de l'IBB jusqu'en 2016
À partir de 2007, l'IBB a créé un paysage informatique uniforme pour les processus logistiques et administratifs au sein de la Bundeswehr. Cela comprenait la mise en place et la gestion d'une infrastructure informatique moderne et la modernisation des centres de données. Parallèlement, la solution SAP SASPF a été intégrée. Le groupe de service a assuré le déploiement pour 50 000 utilisateurs ainsi que l'exploitation de la solution.

### Services de l'IBB depuis 2017
L'IBB s'occupe d'environ 1 200 propriétés de la Bundeswehr en Allemagne et est également représentée dans tout le pays avec ses propres sites d'exploitation. BWI exploite cinq centres de données à Strausberg, Wilhelmshaven, Bonn, Cologne et Biere près de Magdebourg , trois sites de techniciens à Bogen, Dresde et Germersheim, 25 Service Center (SC) dans toute l'Allemagne, dix sites du service d'information et de médiation (service A&V), quatre User Help Desks (UHD) à Berlin, Hanovre, Meckenheim et Munich ainsi que trois centres de compétence opérationnelle (BKZ) à Bonn, Munich et Rheinbach. Le nouveau « réseau de centres de données » sera construit sur les sites de Strausberg (caserne Barnim), Wildflecken (caserne Rhön) et Roth (caserne Otto Lilienthal).

## Voir également
- Liste des entreprises privées à participation fédérale en Allemagne

## liens web
- Site Web de BWI GmbH
- Site Internet du Cyber Innovation Hub